# Lecithocera sinuosa
Lecithocera sinuosa – gatunek motyli z rodziny Lecithoceridae i podrodziny Lecithocerinae.
Gatunek ten opisany został w 1910 roku przez Edwarda Meyricka, który jako miejsce typowe wskazał okolice Maskeliya i Matale na Sri Lance.
Motyl o połyskująco jasnoszarych głowie i tułowiu, jasnoochrowożółtych i szaron nakrapianych czułkach, białawoochrowych głaszczkach i białawoszarym odwłoku z ochrowobiałąwą kępką włosków na końcu. Przednie skrzydła o rozpiętości od 9 do 10 mm wydłużone, o krawędzi kostalnej delikatnie łukowata, wierzchołek tępym, a termenie skośnie zaokrąglonym. Barwa skrzydeł przednich połyskująco szara z lekkim fioletowym podbarwieniem i jasnoochrowoóżłtą smugą, zakrzywioną do wewnątrz. Tylne skrzydła i strzępiny obu par szare.
Gatunek endemiczny dla Sri Lanki.